# Козлув (Мехувский повят)
Ко́злув (пол. Kozłów) — село в Польше в Мехувском повете Малопольского воеводства. Административный центр сельской гмины Козлув.
Село располагается в 15 км от административного центра повета города Мехув и в 48 км от административного центра воеводства города Краков.
В селе находится железнодорожная станция линии Варшава-Западная — Краков-Главный.
В 1975—1998 годах село входило в состав Келецкого воеводства.